# 观察员身份
观察员身份（英語：Observer status）是某些组织给予非成员的一种特权，便于他们参与该组织的活动。观察员身份通常由政府间组织（IGO）授予对该组织活动感兴趣的非成员方和国际非政府组织（INGO）。通常情况下，观察员在政府间组织的权利有限，可能无法投票或进行提案。